# 渡辺章仁
渡辺 章仁（わたなべ あきひと、1973年10月1日 - ）は、日本の実業家。株式会社ローソン常務。元株式会社ローソンエンタテインメント代表取締役社長、元ユナイテッド・シネマ株式会社代表取締役社長。

## 人物
神奈川県出身。神奈川県立湘南高等学校、早稲田大学教育学部を卒業。

## 経歴
- 1997年 - 早稲田大学教育学部卒業後、株式会社ヤナセへ入社。
- 2003年 - 株式会社ダブルウィング（現・株式会社ダブルカルチャーパートナーズ）入社。
- 2004年6月 - 株式会社つばさエンタテインメント取締役[1]副社長就任。
- 2004年9月 - 株式会社つばさプラス（現・株式会社つばさレコーズ）取締役、株式会社ダブルウィング（現・株式会社ダブルカルチャーパートナーズ）取締役就任。
- 2008年 - 株式会社アイ・エヌ・ジー取締役就任。
- 2010年 - 株式会社ローソンエンタテイメント・ＥＣグループ顧問に就任。
- 2012年 - 株式会社ダブルカルチャーパートナーズ代表取締役就任[2]。株式会社ローソン入社。理事執行役員CEO補佐（エンタテイメント担当）兼エンタテイメント・ECグループCOO（エンタテイメント担当）
- 2014年3月 - 株式会社ローソン執行役員に就任[3][4]
- 2014年7月 - ローソンHMVエンタテイメント・ユナイテッドシネマ・ホールディングス株式会社　代表取締役就任[5]。
- 2014年9月 - ユナイテッド・シネマ株式会社代表取締役社長就任[6]
- 2015年 - 株式会社ローソンHMVエンタテイメント（現・株式会社ローソンエンタテインメント）取締役就任。
- 2016年 - 株式会社ローソントラベル（現・ローソンエンタテインメント）代表取締役社長就任[7]。
- 2017年 - 株式会社ローソン上級執行役員に就任[8]株式会社ローソンHMVエンタテイメント（現・株式会社ローソンエンタテインメント）専務取締役就任。
- 2018年 - 株式会社ローソンエンタテインメント　代表取締役社長就任[9][10]
- 2022年 - 株式会社代々木アニメーション学院　社外取締役就任
- 2024年2月 - 株式会社ローソン上級執行役員エンタテインメントカンパニー プレジデント就任[11]
- 2024年3月 - 株式会社ローソン常務執行役員就任[11]
- 2024年3月 - 株式会社ローソンエンタテインメント取締役就任。株式会社ローソン・ユナイテッドシネマ取締役就任。[11]

## クレジットされた作品一覧
- 2016年 雨女（製作）
- 2018年 となりの怪物くん（共同製作）
- 2018年 センセイ君主（共同製作）
- 2018年 春待つ僕ら（製作）
- 2019年 雪の華（製作）
- 2019年 フォルトナの瞳（共同製作）
- 2019年 賭ケグルイ（製作）
- 2019年 僕に、会いたかった（製作）
- 2019年 きみと、波にのれたら（製作）
- 2019年 天気の子（共同製作）
- 2019年 ひとよ（製作）
- 2019年 屍人荘の殺人（共同製作）
- 2020年 太陽の家（製作）
- 2020年 仮面病棟（製作）
- 2020年 弥生、三月-君を愛した30年-（共同製作）
- 2020年 八王子ゾンビーズ（製作）
- 2020年 思い、思われ、ふり、ふられ（共同製作）
- 2020年 思い、思われ、ふり、ふられ（アニメ版）（共同製作）
- 2020年 小説の神様　君としか描けない物語（製作）
- 2020年 きみの瞳が問いかけてる（エグゼクティブプロデューサー）
- 2021年 映画 賭ケグルイ 絶体絶命ロシアンルーレット（製作）
- 2021年 いのちの停車場（製作）
- 2021年 夏への扉 -キミのいる未来へ-（製作）
- 2021年 マイ・ダディ（製作）
- 2021年 総理の夫（製作）
- 2021年 そして、バトンは渡された（製作）
- 2021年 DANCING MARY ダンシング・マリー（製作）
- 2022年 嘘喰い（製作）
- 2022年 バブル（共同製作）
- 2022年 アキラとあきら（共同製作）
- 2022年 百花（共同製作）
- 2022年 七人の秘書（製作）
- 2022年 カラダ探し（共同製作）
- 2022年 すずめの戸締まり（共同製作）
- 2022年 ブラックナイトパレード （共同製作）
- 2023年 ゲネプロ★７（製作）
- 2023年 アリスとテレスのまぼろし工場（製作）
- 2023年 アナログ（製作）
- 2023年 怪物の木こり（製作）
- 2024年 四月になれば彼女は（共同製作）
- 2024年 きみの色（共同製作）
- 2024年 ふれる。（製作）
- 2025年 ファーストキス 1ST KISS（共同製作）